# Marphysa macintoshi
Marphysa macintoshi är en ringmaskart som beskrevs av Crossland 1903. Marphysa macintoshi ingår i släktet Marphysa och familjen Eunicidae. Inga underarter finns listade i Catalogue of Life.